# 대한민국-파키스탄 관계
대한민국과 파키스탄 관계는 1980년대 이후, 두 아시아 국가 간의 관계는 개선되었고 주기적으로 강화되었다. 파키스탄은 대한민국 서울에 대사관을 두고 있고, 대한민국은 파키스탄 이슬라마바드에 대사관을 두고 있다.

## 무역 관계
양국간의 양자 무역은 약 11억 달러다. 양측은 양국의 무역과 투자 관계를 더욱 증진시키기 위해 관심을 표명했다. KOTRA(한국무역센터)가 한국과 파키스탄의 무역관계를 증진시키는 데 중요한 역할을 하고 있다. 한국과 파키스탄 간 자유무역협정 체결이 논의되고 있으나, 협상이 시작되지는 않았다.

## 이민
2005년 한국에는 7,000명에 이르는 파키스탄인들이 살고 있었다.

## 쌍방 방문
2003년 11월 파키스탄 대통령 페르베즈 무샤라프는 대한민국의 서울을 3일간 공식 방문했다. 파키스탄은 북한과 우호적인 관계에도 불구하고 한국과의 무역협정이 많아지고 양국이 우호협정이 체결되는 등 한국에 강한 기반을 유지하고 있다. 최근 2013년, 한국의 수상이 파키스탄을 방문했을 때 많은 결의안들이 수파르코에 1,000만 달러를 지원하면서 국방, 생산, 경제 협력, 과학기술 협력에 관한 협력에 서명되었다.

## 이슬라마바드의 소프트웨어 기술단지
2017년 3월 21일 이슬라마바드에서 정보부와 한국수출입은행이 파키스탄 최초의 첨단 정보기술(IT)단지를 위한 100억 루피 대출협약을 체결했다.

## 같이 보기
- 파키스탄의 대외 관계
- 대한민국의 대외 관계